# Fort Nassau (Ghana)
Koordinaten: 5° 7′ 51,4″ N, 1° 11′ 55,8″ W

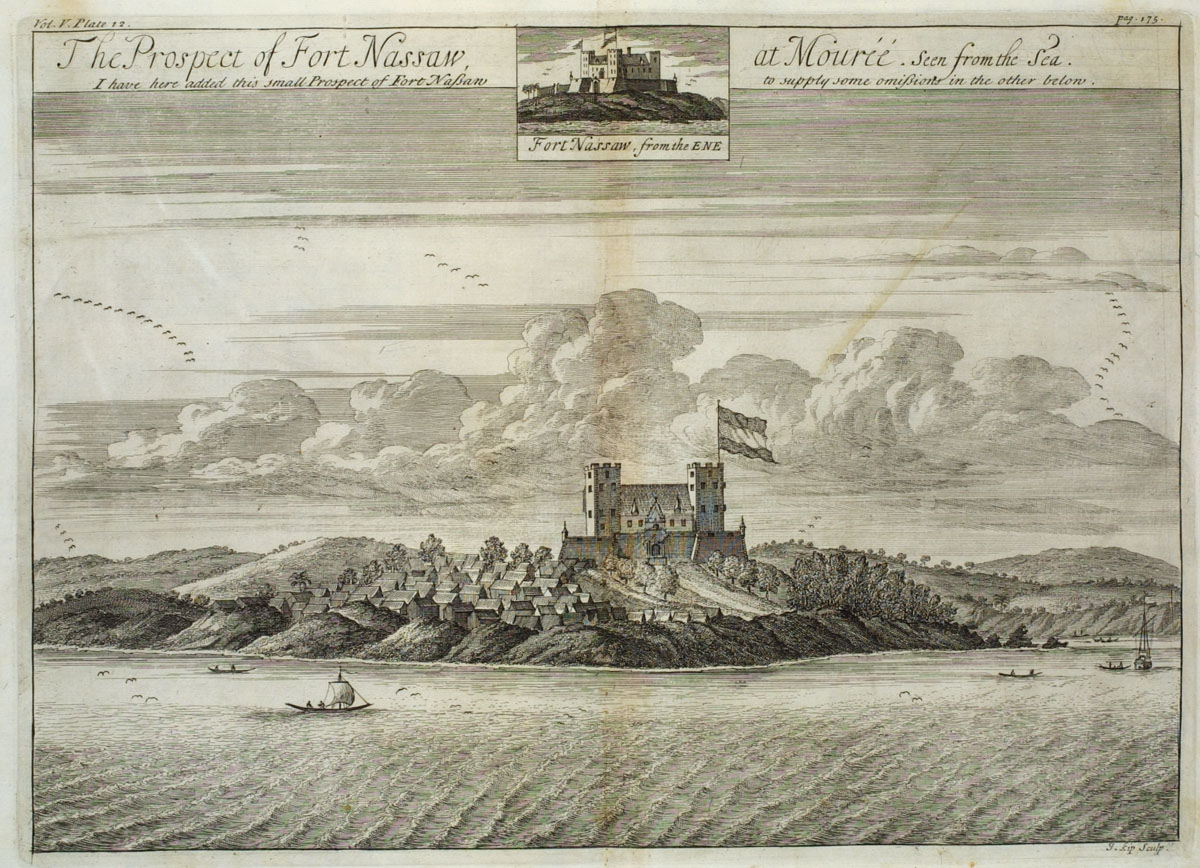
Fort Nassau in einer historischen Darstellung

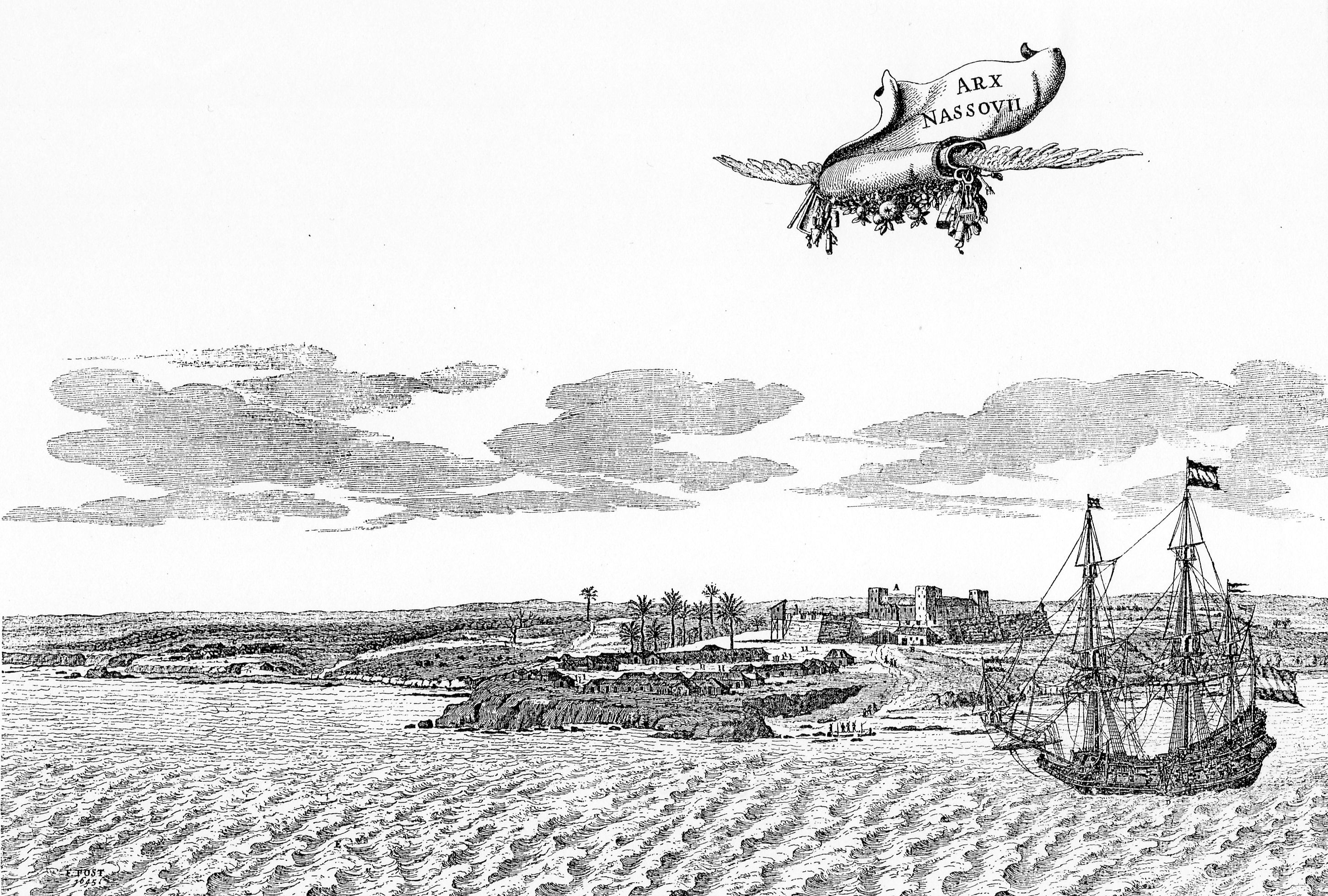
Fort Nassau, 1645

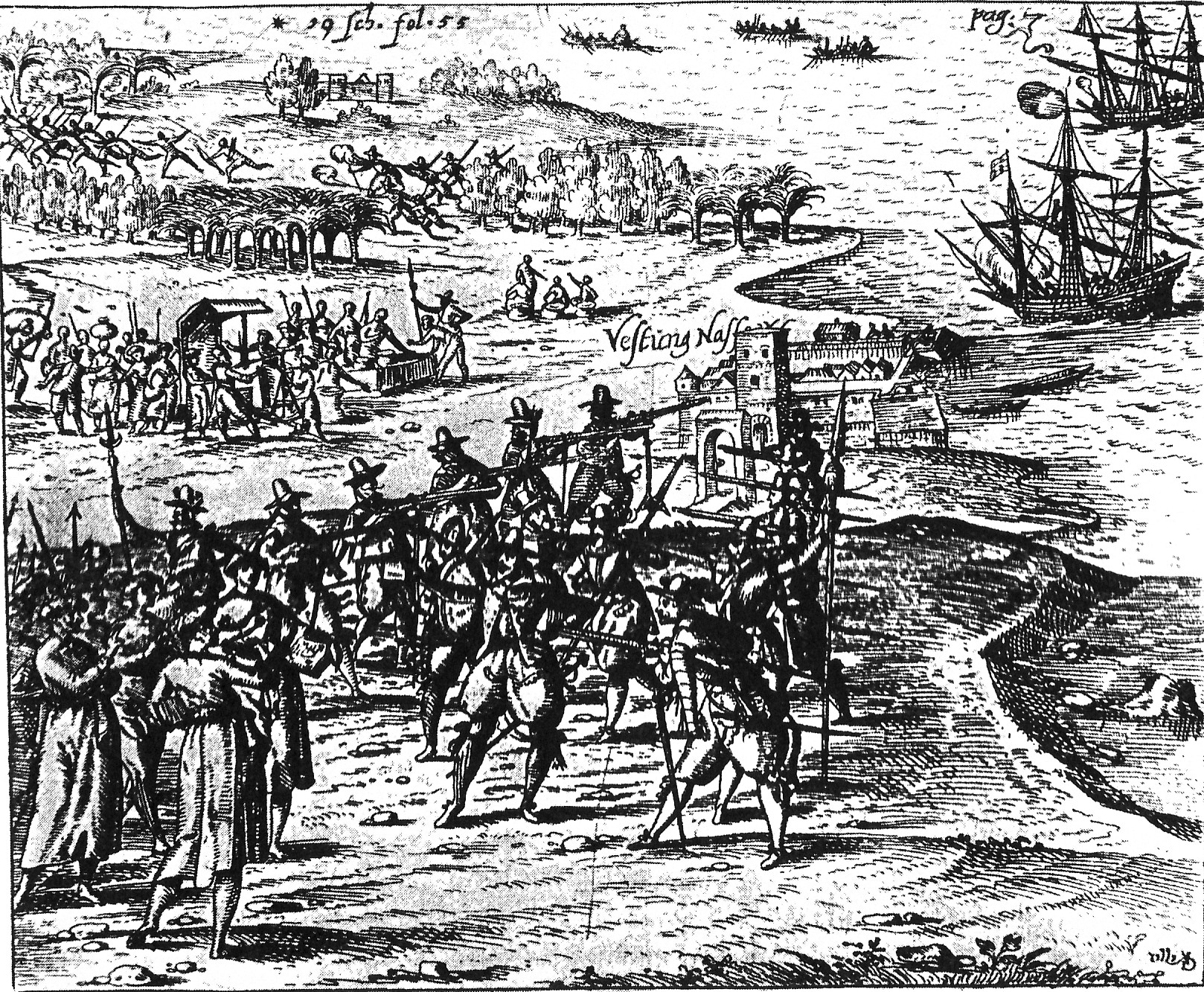
Zeitgenössische Darstellung: Feindseligkeiten zwischen Niederländern und Portugiesen bei Fort Nassau, frühes 17. Jahrhundert

Fort Nassau war die erste niederländische Festung an der Goldküste, wechselte mehrfach den europäischen Besitzer und ist heute noch in Ruinen vorhanden.
Auf dem Boden des späteren Fort Nassau bei Mori (oder Moure) hatten die Niederländer bereits 1595 (?1598) eine unbefestigte Faktorei (Handelsstation) für den Handel mit Gold errichtet. Nachdem 1610 die Portugiesen diese Station attackiert und das vorgelagerte Dorf niedergebrannt hatten, sandte der König von Asebu (oder Sabou) zwei Botschafter in die Niederlande mit der Aufforderung, auf seinem Gebiet ein befestigtes Fort zu errichten. Die Niederländer folgten dieser Aufforderung, schickten direkt ein Schiff mit Handwerkern und Baumaterial nach Mori und errichteten dort ihr erstes Fort an der Goldküste. Um den Portugiesen keine Chance zu geben, sich dort wiederum einzumischen, wurden die Ziegel für den Bau des Forts komplett aus den Niederlanden herangeschafft. Das Fort wurde zudem von den mit den örtlichen Anforderungen an die Bauweise wenig vertrauten Niederländern komplett nach einheimischer Manier errichtet und galt daher als extrem ungesunder, schlecht durchlüfteter Bau. Von 1612 bis 1637 (also bis zur Eroberung Elminas von den Portugiesen) war das Fort das Hauptquartier der Niederländer an der Goldküste. 1615 war ein weiterer Angriff der Portugiesen erfolgreich und führte zu teilweiser Zerstörung der Anlage. 1624 wurde die – inzwischen von der Niederländischen Westindien-Kompanie übernommene – Festung deutlich vergrößert neu errichtet. 1645 gab es eine niederländische Besatzung von  32 Mann mit Garnisonskommandant, einen Arzt, einen Kupferschmied und 156 Sklaven. 1664 übernahmen die Briten kurzzeitig das Fort, 1665 wiederum die Niederländer und 1782 eroberten die Briten es erneut. 1785 kam es per Vertrag (im Tausch gegen das Fort in Sekondi) wieder zu den Niederländern. Anfang des 19. Jahrhunderts wurde es für einige Jahre aufgegeben und  1868 im Zusammenhang mit einem größeren Ringtausch niederländischer und britischer Festungen an der Goldküste ein letztes Mal britisch.